# Toteng
Toteng – wieś w Botswanie w dystrykcie North West. Według spisu ludności z 2016 roku wieś liczyła 909 mieszkańców.